# Colônia Tovar

Colônia Tovar é uma cidade localizada no Aragua, Venezuela, a 60 km de Caracas, com 6.000 habitantes. Foi fundada em 1843 por imigrantes alemães. A primeira tentativa de colonização germánica com imigrantes Suábios, Bávaros, Flamengos e Saxões conhecida como Klein Venedig ou Welserland no século XVI não deu resultado.  Colônia Tovar é o produto da segunda tentativa de colonização com imigrantes na Venezuela, vindos de Endingen, região da Floresta Negra, Baden-Württemberg. A localidade é caracterizada por manter a marca cultural de sua origem, razão pela qual é chamada "a Alemanha do Caribe" ou "O povo alemão da Venezuela". 
Esta cidade tem um clima temperado a uma altura de quase 2000 metros acima do nível do mar e depende basicamente da agricultura (onde se destacam as culturas temperadas, como pêssegos, morangos, beterrabas, couve-flor, cenoura, repolho, acelga, brócolis, alface, cebolinha e batata) e do turismo (apos 1960).

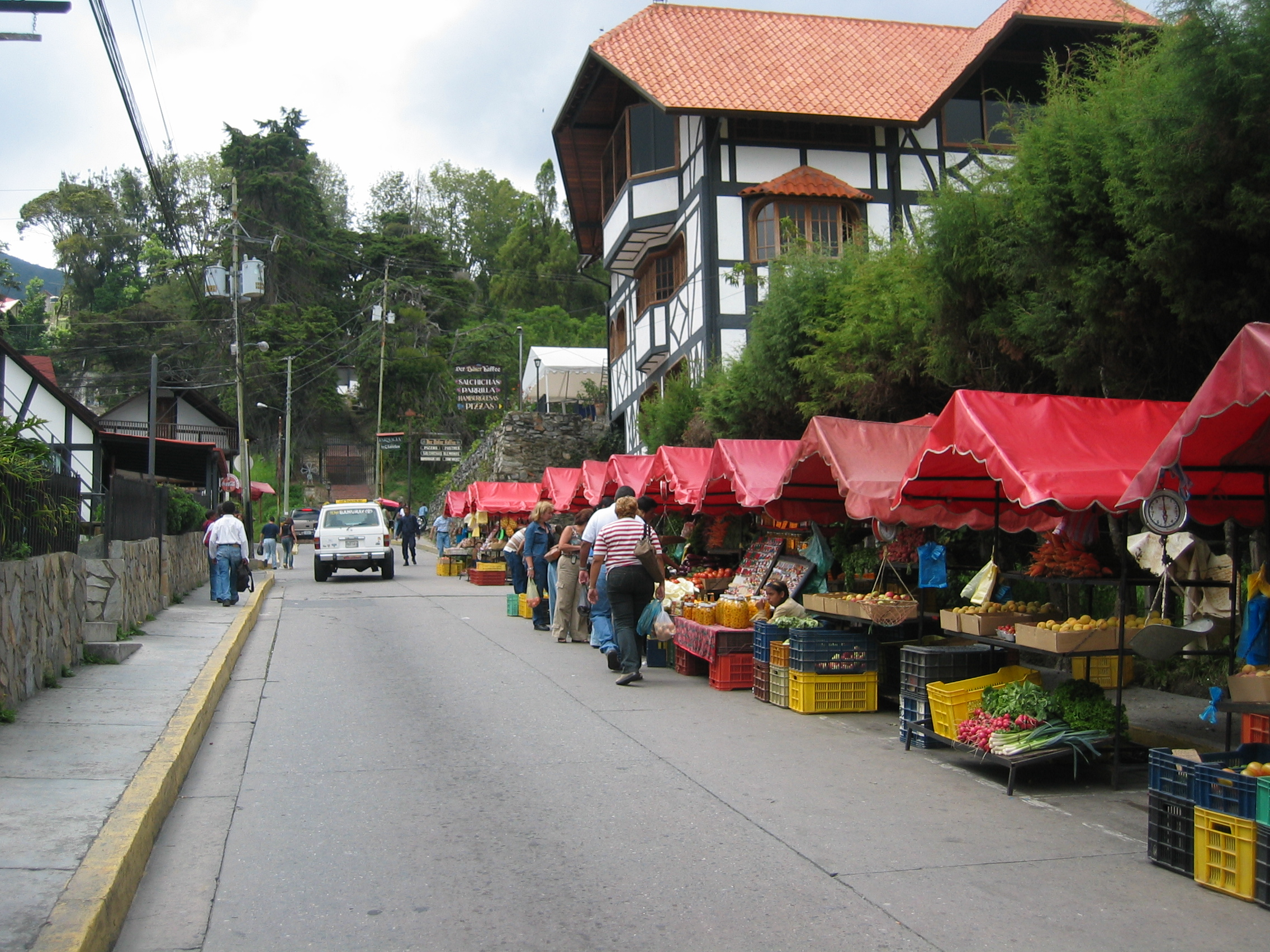
Feira na Colônia Tovar.

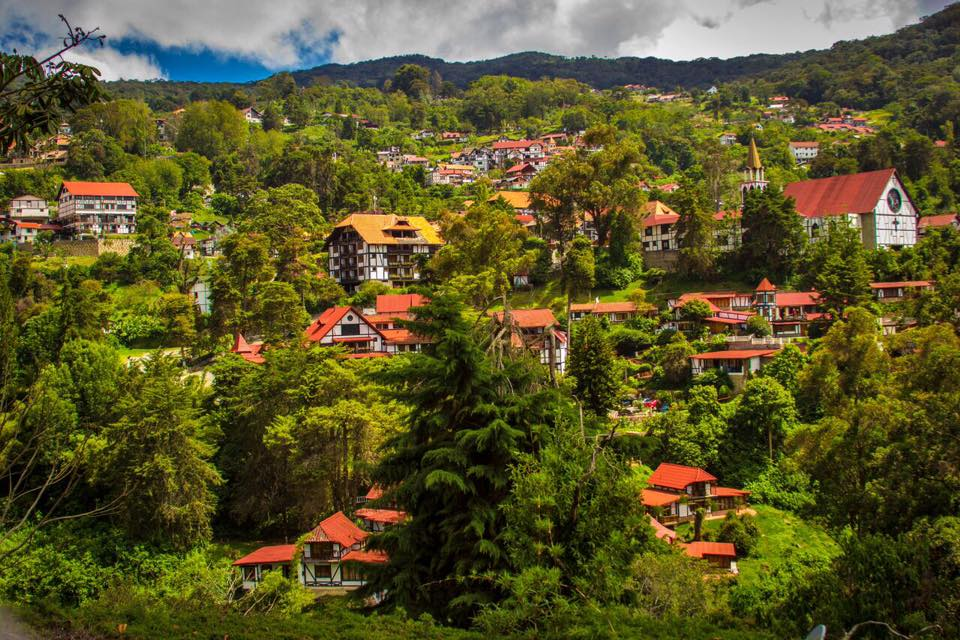
Colonia Tovar